# Nikkita Holder
Nikkita Holder, född 7 maj 1987, är en friidrottare från Kanada. Hon deltog vid olympiska sommarspelen 2012 och olympiska sommarspelen 2016.